# Павлівка (Верхньорогачицька селищна громада)
Павлі́вка — село в Україні, у Верхньорогачицькій селищній громаді Каховського району Херсонської області. Населення становить 358 осіб.
Сільський клуб. Бібліотека. Фельдшерсько-акушерський пункт. 24 лютого 2022 року село тимчасово окуповане російськими військами під час російсько-української війни.

## Населення
Згідно з переписом УРСР 1989 року чисельність наявного населення села становила 352 особи, з яких 169 чоловіків та 183 жінки.
За переписом населення України 2001 року в селі мешкало 356 осіб.

### Мова
Розподіл населення за рідною мовою за даними перепису 2001 року:
| Мова       | Кількість | Відсоток |
| ---------- | --------- | -------- |
| українська | 348       | 97.21%   |
| російська  | 10        | 2.79%    |
| Усього     | 358       | 100%     |

## Постаті
- Гузенко Сергій Олександрович (1987—2019) — старший сержант Збройних сил України, учасник російсько-української війни.